# Operazione Główki
L'Operazione Główki (in polacco: Operacja Główki) fu il nome in codice scelto per identificare una serie di omicidi nei confronti dei funzionari nazisti da parte della resistenza polacca durante la seconda guerra mondiale. Le persone prese di mira per l'assassinio furono condannate a morte in contumacia dai tribunali segreti polacchi per i crimini commessi contro i cittadini polacchi durante l'occupazione tedesca. Il nome dell'operazione fu un riferimento alle insegne Totenkopf presenti sulle uniformi delle SS naziste.

## Contesto storico

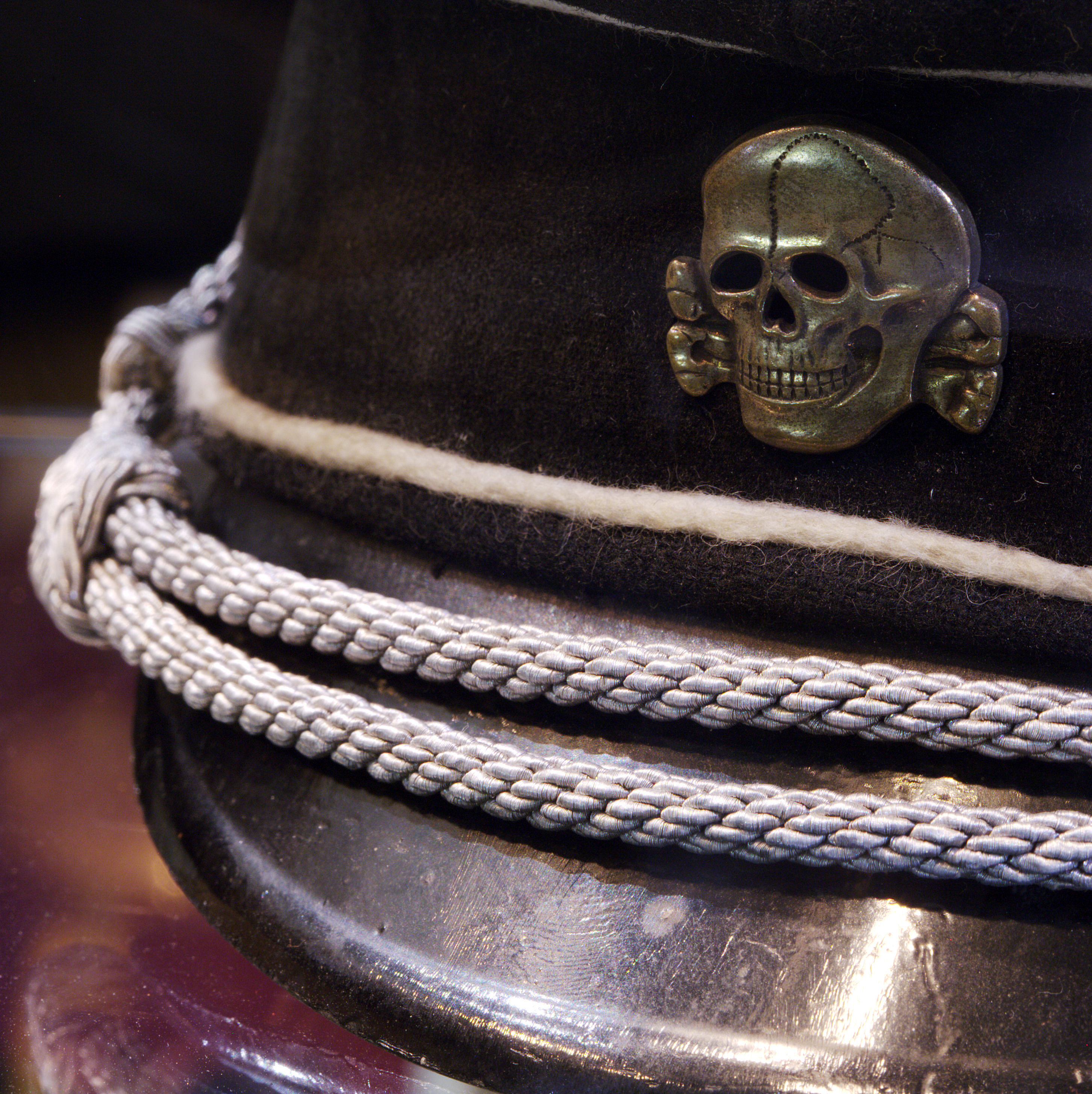
Berretto delle SS con Totenkopf: ispirazione per il nome Operazione Główki.

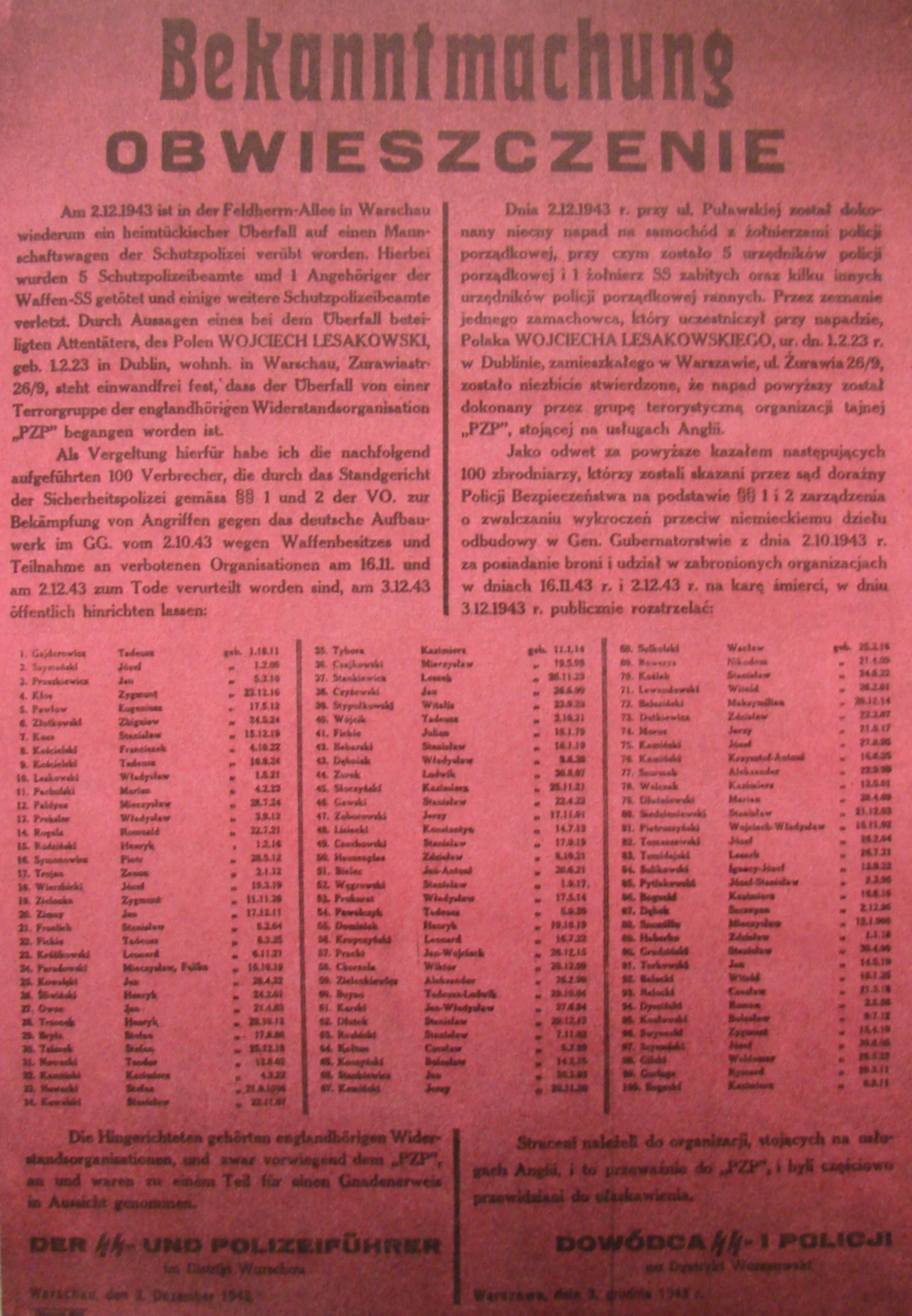
Annuncio dell'esecuzione di 100 ostaggi polacchi in rappresaglia per l'assassinio della polizia tedesca e delle SS da parte di "un'organizzazione polacca terroristica al servizio inglese". Varsavia, 2 ottobre 1943

L'operazione fu la risposta della resistenza polacca al terrore nazista in Polonia. Per le strade delle città polacche, la popolazione non ebrea fu presa di mira dalla politica nota come łapanka, in cui le forze naziste radunarono, rapirono e uccisero i civili indiscriminatamente.
A Varsavia, tra il 1942 e il 1944, ci furono circa 400 vittime giornaliere: decine di migliaia di queste vittime furono uccise nelle esecuzioni di massa, comprese le circa 37.000 persone del complesso carcerario di Pawiak gestito dalla Gestapo e le migliaia di altre uccise tra le rovine del ghetto di Varsavia. I nazisti gestirono anche delle esecuzioni pubbliche con l'obiettivo di fiaccare la resistenza polacca. Furono pubblicati degli elenchi giornalieri dei polacchi da giustiziare in caso di attacco ai soldati nazisti e in risposta a questi atti di terrorismo, la resistenza polacca preparò degli elenchi di leader nazisti da eliminare per i crimini contro i civili non combattenti.

## Obiettivi
Gli obiettivi di questa operazione furono i membri dell'amministrazione tedesca, della polizia, delle SS, delle SA, dell'ufficio del lavoro e gli agenti della Gestapo che furono condannati a morte dai tribunali segreti polacchi per i crimini commessi contro i cittadini polacchi.
L'Armia Krajowa uccise 361 gendarmi nel 1943 e altri 584 nel 1944. Solo a Varsavia furono uccisi 10 tedeschi al giorno, il che provocò la repressione e la vendetta da parte tedesca. Dall'agosto al dicembre 1942, l'esercito nazionale effettuò 87 attacchi contro l'amministrazione tedesca e contro i membri delle forze di occupazione. Nel 1943 questo numero crebbe radicalmente. Durante i primi quattro mesi del 1943, l'AK aumentò questi attacchi a 514.

## I capi operativi 1943-1944
- Anton Hergel: commissario nazista responsabile della stampa e degli editori nel Governatorato generale. I combattenti della Resistenza polacca lo ferirono due volte, in due azioni separate nel 1943.[1]
- Operazione Bürkl - Franz Bürkl: SS-Oberscharführer, membro della Gestapo e comandante della prigione di Pawiak, fu ucciso il 7 settembre 1943.[1]
- August Kretschmann: SS-Hauptscharfuhrer e comandante del campo di prigionia di Gęsiówka, fu giustiziato il 24 settembre 1943.[1]
- Stephan Klein: SS-Scharführer membro dell'amministrazione carceraria di Pawiak, fu ucciso nel 1943 dal Battaglione Parasol.
- Herbert Schultz: SS-Obersturmführer assassinato il 6 maggio 1943 durante l'Operazione Schultz,
- Ewald Lange: SS-Rottenführer, assassinato il 22 maggio 1943 durante l'Operazione Lange dal Battaglione Zośka.
- Operazione Kutschera - Franz Kutschera: SS-Brigadeführer e Generalmajor der Polizei, SS- und Polizeiführer del distretto di Varsavia, fu ucciso il 1º febbraio 1944 dall'esercito nazionale polacco.[5][6]
- Ernst Weffels: membro delle SS-Sturmmann, fu giustiziato il 1º ottobre 1943 per le crudeltà e le esecuzioni nella prigione femminile di Pawiak,
- Ludwig Fischer: governatore del distretto di Varsavia nel Governatorato generale, sopravvisse all'attentato durante l'operazione Hunting nel 1944. Dopo la guerra fu catturato, condannato a morte e giustiziato per impiccagione in Polonia.
- Albrecht Eitner: agente segreto dell'Abwehr, sotto l'ammiraglio Canaris. Fu giustiziato il 1º febbraio 1944 dall'esercito nazionale polacco.[7][8][5][9][10]
- Willi Lübbert: organizzò le retate dei polacchi da inviare nei campi di lavoro nazisti. Fu giustiziato il 1º febbraio 1944 dall'esercito nazionale polacco.[5][9]
- Wilhelm Koppe: SS- und Polizeiführer, e SS-Obergruppenführer ferito nell'Operazione Koppe (Akcja Koppe) l'11 luglio 1944 a Cracovia.[11]
- Ernst Dürrfeld: sopravvisse all'attentato del 12 luglio 1944 riuscendo a scappare.
- Willy Leitgeber: ufficiale della sezione Kripo in lotta contro la resistenza polacca, fu ferito in una prima azione e ucciso nella seconda.
- Michajło Pohołowko: collaboratore nazista ucraino del Komitet Ukraiński, fu ucciso il 31 marzo 1944.
- Walter Stamm: SS-Sturmbannführer, IV dipartimento Gestapo, direttore del Sicherheitsdienst di Varsavia, fuggì nell'operazione Stamm del 5 maggio 1944.
- Eugen Bollodino: organizzò le retate dei civili polacchi da inviare nei campi di lavoro nazisti, fu ucciso nel 1944.
- Karl Freudenthal: Kreishauptmann del distretto di Garwolin, responsabile dell'assassinio di ebrei e polacchi e della deportazione della popolazione ebraica locale nel ghetto, fu ucciso il 5 luglio 1944.[12]